# Wiesbaden-Mitte

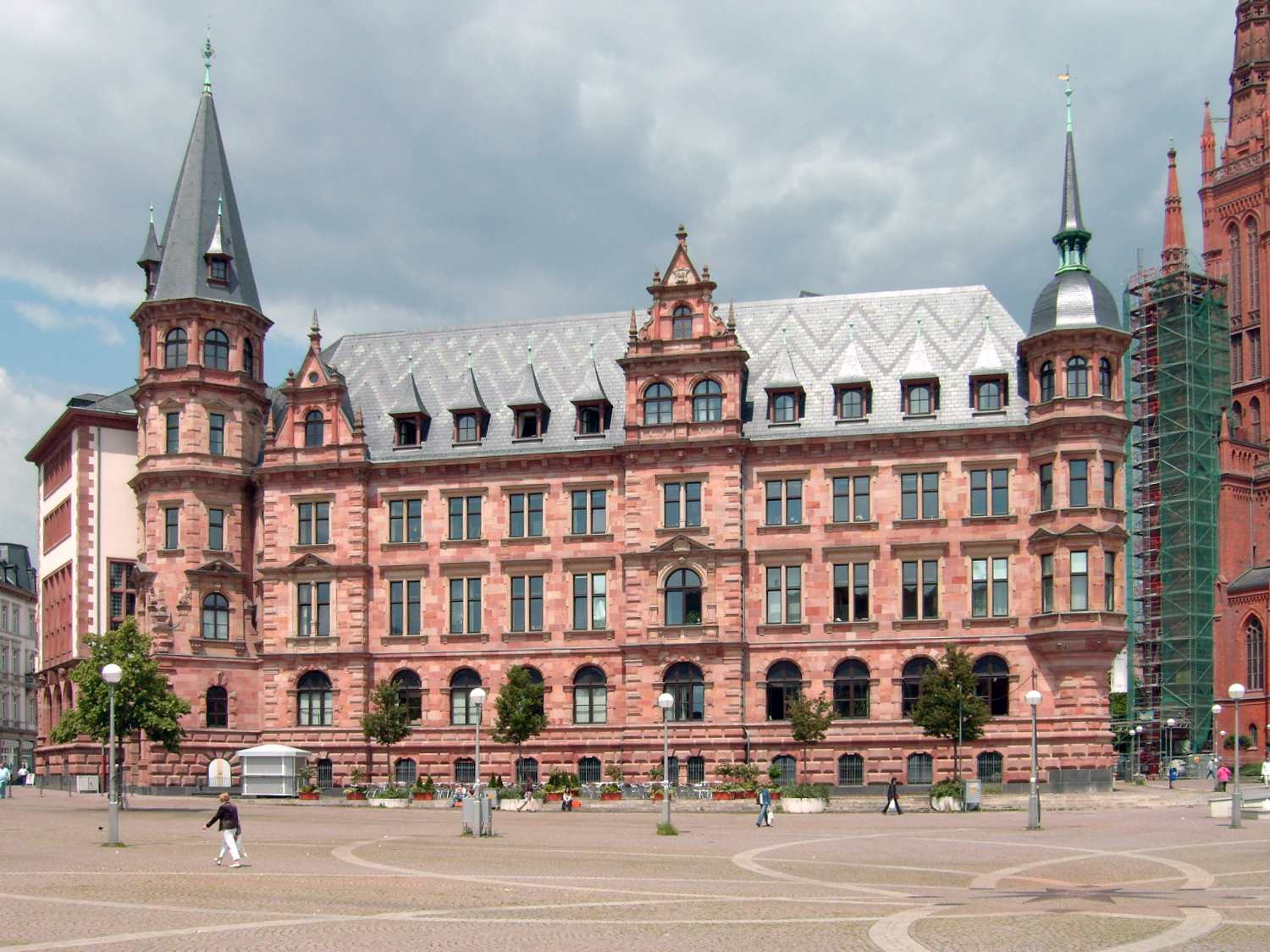
El nuevo cámara municipal en Mitte

Wiesbaden-Mitte o Mitte es el principal distrito de Wiesbaden. (Mitte significa centro en alemán). Este distrito alberga al centro histórico de la ciudad. Según el censo de 2011, este municipio era la autoridad local el segundo más densamente poblada de todo en Wiesbaden, 13.829 habitantes por kilómetro cuadrado, con una población de 21.159 habitantes en un área aproximada de 1,5 kilómetros cuadrados.